# Ayvalıkgücü
Ayvalıkgücü Belediyespor ist ein türkischer Fußballverein aus der Kreisstadt Ayvalık in der Provinz Balıkesir. Die Mannschaft wird von der Kommune unterstützt, was an dem Namenszusatz Belediyespor kenntlich gemacht wird.

## Geschichte
Der Verein wurde 1966 unter dem Namen Ayvalıkgücü gegründet und nahm an der neu eingeführten dritthöchsten türkischen Spielklasse, der TFF 3. Lig (heute  TFF 2. Lig), teil. Die Saison 1987/88 schloss man als Meister ab und stieg in die zweithöchste türkische Spielklasse, die heutige TFF 1. Lig, auf. Nachdem man sechs Spielzeiten in dieser Liga am Spielgeschehen teilnahm, verpasste man zum Saisonende 1993/94 den Klassenerhalt und wurde wieder drittklassig. Anschließend ging es mit dem Verein bergab.
In den 2000er Jahren stieg die Stadtverwaltung Ayvalıks in den Vereinsvorstand ein und sorgte dafür, dass der Verein bis in die oberste Amateurliga der Bölgesel Amatör Lig (kurz: BAL) aufstieg. In der Spielzeit 2011/12 schloss man die Saison auf dem zweiten Tabellenplatz ab und qualifizierte sich so für die Relegationsspiele um den Aufstieg in die niedrigste Profi-Liga der Türkei, die viertklassige TFF 3. Lig. Hier schied man bereits in der ersten Runde gegen Afyon Emirdağspor aus.

### Neuzeit
Am 28. Spieltag der 5. Ligasaison 2012/13 erreichte der Verein die Meisterschaft der höchsten türkischen Amateurliga, der Bölgesel Amatör Lig. Damit stieg der Verein in die TFF 3. Lig auf und nahm damit nach elfjähriger Abstinenz wieder die Teilnahme am türkischen Profifußball. Im Sommer 2016 stieg der Verein wieder in die Bölgesel Amatör Lig ab.

## Ehemalige bekannte Spieler
- Cihat Arslan
- Saffet Akbaş
- Mahmut Hanefi Erdoğdu
- Reşit Kaynak
- Vedat Vatansever
- Aykut Yiğit

## Ehemalige bekannte Trainer
- Tamer Güney
- Hüseyin Hamamcı
- Coşkun Süer
- Aykut Yiğit
- Necdet Zorluer

## Ehemalige Präsidenten
- Mahmut Ekinci
- Mehmet İrfan Vural

## Weitere Abteilungen
- Basketball